# Sertan
Sertan, som är stjärnans Bayerbeteckning, och som också heter Acubens eller Alfa Cancri (α Cancri, förkortat alfa Cnc, α Cnc) är ett stjärna i södra delen av stjärnbilden Kräftan. Den har en skenbar magnitud på 4,20, vilket gör det knappt synlig för blotta ögat under goda ljusförhållanden. Eftersom den är belägen nära ekliptikan kan den avskärmas av månen och, mycket sällan, av någon av jordens planeter.

## Nomenklatur
Dess traditionella namn Acubens härstammar från det arabiska الزبانى al zubanāh, "klorna".  År 2016 organiserade den internationella astronomiska unionen en arbetsgrupp för stjärnnamn (WGSN) för att katalogisera och standardisera egennamn  för stjärnor. Den första WGSN-bulletinen i juli 2016  ger en tabell över de två första grupperna av namn som godkänts av WGSN och som anger Acubens för denna stjärna.

## Egenskaper
Sertan är av spektraltyp A5m och har 23 gånger större utstrålning än solen. Mätningar inom Hipparcos uppdrag har uppskattat avståndet till Sertan att vara omkring 53 parsecs  från solen, eller cirka 174 ljusår bort.
Den primära komponenten, α Cancri A, är en vit dvärg på huvudserien av typ A. Dess följeslagare, α Cancri B, är en stjärna av elfte magnituden. Under år 1836 noterades dess lägesvinkel vid 325⁰ med en separation från huvudstjärnan α Cancri A på 11,3 bågsekunder. 
Från studier av dess ljuskurvan under ockultation, har det antagits att α Cancri A i sig kan vara en nära dubbelstjärna, som består av två stjärnor med liknande ljushet och en separation på 0,1 bågsekunder.